# Caproni Ca.335
Caproni Ca.335 Maestrale (SABCA S.47), byl italský jednomotorový dvoumístný dolnoplošník smíšené konstrukce se zatahovacím podvozkem ostruhového typu.

## Vznik
Neutrální Belgie měla před druhou světovou válkou rozvinutý letecký průmysl, zastoupený společnostmi SABCA, Avions Fairey a Renard, chyběly však vývojové kapacity. Důsledkem této situace byla produkce především licenčních letounů.
Belgické letectvo, které hledalo náhradu za 190 dvouplošníků Fairey Fox, se proto obrátilo prostřednictvím společnosti SABCA na italskou leteckou firmu Caproni Aeronautica Bergamasca v Ponte San Pietro. V říjnu 1937 se oba letečtí výrobci dohodli, že SABCA bude působit jako zástupce Caproni pro prodej a servis jeho letounů i jako licenční výrobce. Jednou ze složek smlouvy byl závazek italského obchodního partnera na vývoj moderního víceúčelového jednomotorového letounu, který následně SABCA nabídne jako svůj typ.

## Vývoj
Šéfkonstruktér Caproni ing. C. Pallavicino zahájil vývojové práce a stavbu víceúčelového Ca.335, který mohl být používán jako dvoumístný stíhací letoun, taktický bombardér nebo průzkumný letoun.
Dohotovený prototyp převzala společnost SABCA (Société Anonyme Belge de Constructions Aéronautiques) 19. července 1939, který se vzápětí objevil na jejím stánku na poslední předválečné letecké výstavě v Bruselu pod označením S.47. Po jejím ukončení byla maketa motoru nahrazena dvanáctiválcovou vidlicovou pohonnou jednotkou Hispano-Suiza 12 Ycr chlazenou kapalinou o výkonu 632 kW, zavedenou v Belgii jako standardní u vojenského letectva. Současně proběhla instalace hlavňové výzbroje, která se skládala z kanónu Hispano ráže 20 mm v ose třílisté kovové vrtule, dvou synchronizovaných kulometů Browning-FN ráže 7,62 mm nad motorem a stejnou pohyblivou zbraní v zadní kabině pozorovatele. Pod trupem byly dva závěsníky pro dvě pumy po 50 kg, dalších deset po 10 kg se mohlo nést pod křídlem.
Po zalétání továrním pilotem Burniatem stroj 19. září 1939 obdržel osvědčení k provozu. Ca.335 byl poté neúspěšně nabízen zástupcům dánského, nizozemského, švédského, norského, švýcarského, portugalského a venezuelského letectva. K samotné sériové výrobě na export i pro belgické letectvo z kapacitních důvodů firmy SABCA nakonec nedošlo.
Prototyp následně odletěl k předvádění na francouzské testovací letiště Bricy u Orléansu, kde po svém poškození zůstal až do německého útoku. Italskému požadavku na navrácení letounu od Němců nebylo vyhověno.

## Specifikace

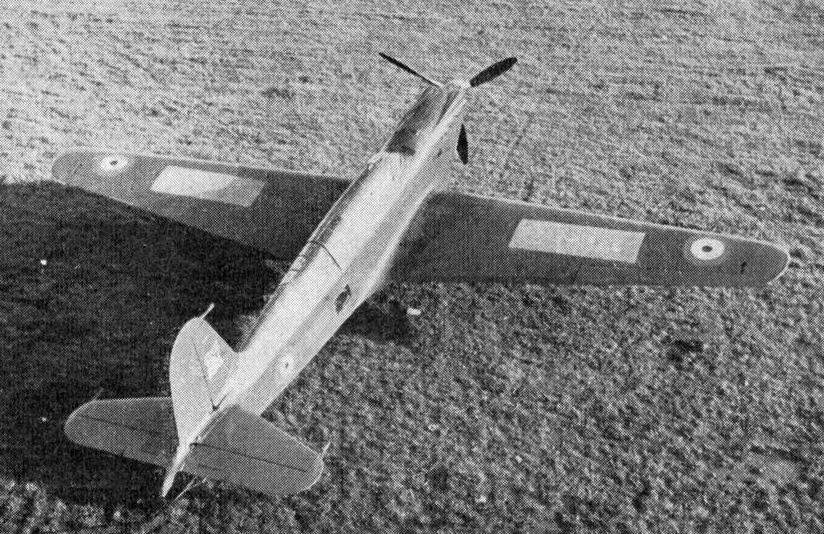
SABCA S.47

Údaje dle

### Technické údaje
- Osádka:
- Rozpětí: 13,21 m
- Délka: 10,62 m
- Výška: 3,20 m
- Nosná plocha: 23,85 m²
- Hmotnost prázdného letounu: 2252 kg
- Maximální vzletová hmotnost: 3355 kg
- Pohonná jednotka:
- Výkon pohonné jednotky:

### Výkony
- Maximální rychlost u země: 415 km/h
- Maximální rychlost v hladině 4200 m: 500 km/h
- Cestovní rychlost: 350 km/h
- Výstup na 6000 m 15,3 min (v bombardovací konfiguraci)
- Dostup: 9500 m
- Maximální vytrvalost: 4,5 h
- Dolet: 1575 km